# Kovža
Kovža (rusky Ковжа) je řeka na severozápadě Vologdské oblasti v Rusku. Je 86 km dlouhá. Povodí má rozlohu 5 000 km².

## Průběh toku
Odtéká z Kovžského jezera. Jen prvních 10 km teče v přírodním korytě, přičemž na tomto úseku vytváří peřeje. U vesnice Aleksandrovskoje se spojuje s Volžsko-baltskou vodní cestou a regulovaná tak pokračuje až do Bílého jezera (povodí Volhy).

## Využití
Na většině svého toku je součástí Volžsko-baltské vodní cesty a je tedy na ní provozována vodní doprava.